# Fall (Dotan)
Fall è un singolo del cantante olandese Dotan, pubblicato il 17 gennaio 2014, primo estratto dal secondo album 7 Layers.

## Tracce
1. Fall – 3:26

## Classifiche
| Classifica (2014) | Posizione massima |
| ----------------- | ----------------- |
| Belgio (Fiandre)  | 56                |
| Paesi Bassi       | 52                |